# David di Donatello al millor curtmetratge
El premi David di Donatello al millor curtmetratge (en italià: David di Donatello per il miglior cortometraggio) és un premi de cinema que anualment atorga l'Acadèmia del Cinema Italià (ACI, Accademia del Cinema Italiano) per reconèixer al millor curtmetratge italià estrenat l'any anterior a la cerimònia.S'atorga anualment en el context del David di Donatello, a partir de l'edició del 1997.

## Guanyadors
Els guanyadors del premi han estat:

### Anys 1997-1999
- 1997: Senza parole, dirigit per Antonello De Leo
- 1998
  - La matta dei fiori, dirigit per Rolando Stefanelli
  - Asino chi legge, dirigit per Pietro Reggiani
  - Spalle al muro, dirigit per Nina Di Maio
- 1999
  - Quasi fratelli, dirigit per Francesco Falaschi
  - Fuochino, dirigit per Carlotta Cerquetti
  - Incantesimo napoletano, dirigit per Paolo Genovese i Luca Miniero
  - Tanti auguri, dirigit per Giulio Manfredonia

### Anys 2000
- 2000: 
  - Monna Lisa, dirigit per Matteo Delbò
  - Tipota, dirigit per Fabrizio Bentivoglio
  - Per sempre, dirigit per Chiara Caselli
- 2001
  - Gavetta, dirigit per Craig Bell
  - Cecchi Gori Cecchi Gori?, dirigit per Rocco Papaleo
- 2002
  - Non dire gatto, dirigit per Giorgio Tirabassi
  - La storia chiusa, dirigit per Emiliano Corapi
  - Un paio di occhiali, dirigit per Carlo Damasco
- 2003
  - Racconto di guerra, dirigit per Mario Amura (ex aequo)
  - Rosso fango, dirigit per Paolo Ameli (ex aequo)
  - Radioportogutenberg, dirigit per Alessandro Vannucci
  - Regalo di Natale, dirigit per Daniele De Plano
  - Space off, dirigit per Tino Franco
- 2004
  - Sole, dirigit per Michele Carrillo (ex aequo)
  - Zinanà, dirigit per Pippo Mezzapesa (ex aequo)
  - Aspettando il treno, dirigit per Catherine Mc Gilvray
  - Interno 9, dirigit per Davide Del Degan
  - Un amore possibile, dirigit per Amanda Sandrelli
- 2005
  - Aria, dirigit per Claudio Noce (ex aequo)
  - Lotta libera, dirigit per Stefano Viali (ex aequo)
  - Mio fratello Yang, dirigit per Gianluca e Massimiliano De Serio
  - O' guarracino, dirigit per Michelangelo Fornaro
  - Un refolo, dirigit per Giovanni Arcangeli
- 2006
  - Un inguaribile amore, dirigit per Giovanni Covini
  - Codice a sbarre, dirigit per Ivano De Matteo
  - Dentro Roma, dirigit per Francesco Costabile
  - Tanalibera tutti, dirigit per Vito Palmieri
  - Zakaria, dirigit per Gianluca i Massimiliano De Serio
- 2007
  - Meridionali senza filtro, dirigit per Michele Bia
  - Armando, dirigit per Massimiliano Camaiti
  - La cena di Emmaus, dirigit per Josè Corvaglia
  - Solo cinque minuti, dirigit per Filippo Soldi
  - Travaglio, dirigit per Lele Biscussi
- 2008
  - Uova, dirigit per Alessandro Celli
  - Adil & Yusuf, dirigit per Claudio Noce
  - Il bambino di Carla, dirigit per Emanuela Rossi
  - Ora che Marlene, dirigit per Giovanna Nazarena Silvestri
  - Tramondo, dirigit per Giacomo Agnetti, Davide Bazzali
- 2009
  - L'arbitro, dirigit per Paolo Zucca
  - L'amore è un gioco, dirigit per Andrea Rovetta
  - Bisesto, dirigit per Giovanni Esposito e Francesco Prisco
  - Cicatrici, dirigit per Eros Achiardi
  - La Madonna della frutta, dirigit per Paolo Randi

### Anys 2010
- 2010
  - Passing Time, dirigit per Laura Bispuri
  - L'altra metà, dirigit per Pippo Mezzapesa
  - Buonanotte, dirigit per Riccardo Banfi
  - Nuvole, mani, dirigit per Simone Massi
  - Uerra, dirigit per Paolo Sassanelli
- 2011
  - Jody delle giostre, dirigit per Adriano Sforzi
  - Io sono qui, dirigit per Mario Piredda
  - Caffè Capo, dirigit per Andrea Zaccariello
  - Salvatore, dirigit per Bruno Urso e Fabrizio Urso
  - Stand By Me, dirigit per Giuseppe Marco Albano
- 2012
  - Dell'ammazzare il maiale, dirigit per Simone Massi
  - Ce l'hai un minuto?, dirigit per Alessandro Bardani i Luca Di Prospero
  - Cusutu n' coddu - Cucito addosso, dirigit per Giovanni La Pàrola
  - L'estate che non viene, dirigit per Pasquale Marino
  - Tiger Boy, dirigit per Gabriele Mainetti
- 2013
  - L'esecuzione, dirigit per Enrico Iannaccone
  - Ammore, dirigit per Paolo Sassanelli
  - Cargo, dirigit per Carlo Sironi
  - Preti, dirigit per Astutillo Smeriglia
  - Settanta, dirigit per Pippo Mezzapesa
- 2014
  - 37°4 S, dirigit per Adriano Valerio
  - A passo d'uomo, dirigit per Giovanni Aloi
  - Bella di notte, dirigit per Paolo Zucca
  - Lao, dirigit per Gabriele Sabatino Nardis
  - Non sono nessuno, dirigit per Francesco Segrè
- 2015
  - Thriller, dirigit per Giuseppe Marco Albano
  - Due piedi sinistri, dirigit per Isabella Salvetti
  - L'errore, dirigit per Brando De Sica
  - Sinuaria, dirigit per Roberto Carta
- 2016
  - Bellissima, dirigit per Alessandro Capitani
  - A metà luce, dirigit per Anna Gigante
  - Dove l'acqua con altra acqua si confonde, dirigit per Gianluca Mangiasciutti i Massimo Loi
  - La ballata dei senzatetto, dirigit per Monica Manganelli
  - Per Anna, dirigit per Andrea Zuliani
- 2017
  - A casa mia, dirigit per Mario Piredda
  - Ego, dirigit per Lorenza Indovina
  - Mostri, dirigit per Adriano Giotti
  - Simposio suino in re minore, dirigit per Francesco Filippini
  - Viola, Franca, dirigit per Marta Savina
- 2018
  - Bismillah, dirigit per Alessandro Grande
  - Confino, dirigit per Nico Bonomolo
  - La Giornata, dirigit per Pippo Mezzapesa
  - Mezzanotte Zero Zero, dirigit per Nicola Conversa
  - Pazzo & Bella, dirigit per Marcello Di Noto
- 2019
  - Frontiera, dirigit per Alessandro Di Gregorio
  - Il nostro concerto, dirigit per Francesco Piras
  - Im Bären, dirigit per Lilian Sassanelli
  - Magic Alps, dirigit per Andrea Brusa i Marco Scotuzzi
  - Yousef, dirigit per Mohamed Hossameldin

### Anys 2020
- 2020
  - Inverno, dirigit per Giulio Mastromauro
  - Baradar, dirigit per Beppe Tufarulo
  - Il nostro tempo, dirigit per Veronica Spedicati
  - Mia sorella, dirigit per Saverio Cappiello
  - Unfolded, dirigit per Cristina Picchi